# Villasis
Villasis  (Bayan ng  Villasis - Ili ti Villasis)  es un municipio filipino de primera categoría, situado en la isla de Luzón. Forma parte de la provincia de Pangasinán situada en la Región Administrativa de Ilocos, también denominada Región I.

## Geografía
Villasis es un municipio agrícola situado a lo largo del río Agno al este de la provincia.
Linda al norte con la ciudad de Urdaneta; al sur con los municipios de Alcalá, de Santo Tomás y de Rosales; al este con el de Santa María; y al oeste con el de Malasiqui.

### Barangays
El municipio  de Villasis se divide, a los efectos administrativos, en 21 barangayes o barrios, conforme a la siguiente relación:
| - Amampérez - Bacag - Barangobong - Barraca - Capulaán | - Caramután - La Paz - Labit - Lipay - Lomboy | - Piaz (Plaza) - Zona V (Población) - Zona I (Población) - Zona II (Población) - Zona III (Población) | - Zona IV (Población) - Puelay - San Blas - San Nicolás - Tombod - Unzad |  |

## Historia

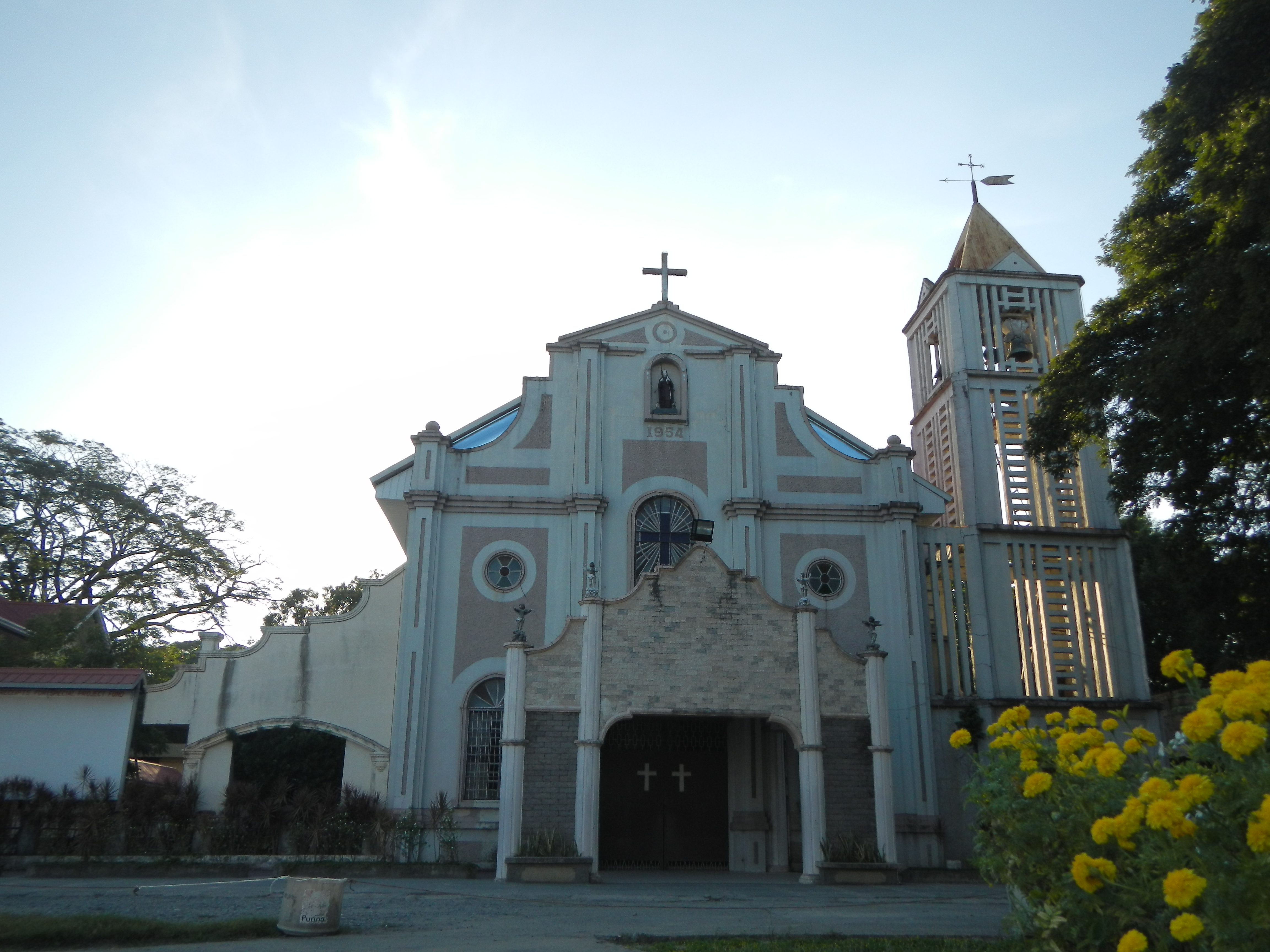
Iglesia de San Antonio Abad.

Barrio de Malasiqui que  a principios del siglo XVII era conocido por su antiguo nombre de Pandoyocán, lugar de anidación de las abejas, llamadas en idioma local oyocan.

## Patrimonio
La iglesia parroquial católica bajo la advocación de San Antonio Abad, data del año 1763 y hoy se encuentra bajo la jurisdicción de la diócesis de Urdaneta en la Arquidiócesis  de Lingayén-Dagupán.